# Christopher Okigbo
Christopher Ifekandu Okigbo (Ojoto, 16 agosto 1932 – 1967) è stato un poeta nigeriano.

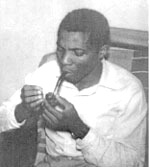
Christopher Okigbo

Viene ricordato come uno dei massimi autori della letteratura africana di lingua inglese. Durante la guerra civile nigeriana si schierò dalla parte del Biafra; arruolandosi nell'esercito come volontario e perdendo la vita nel conflitto.

## Biografia
Christopher Okigbo nacque nella cittadina di Ojoto, poco lontano da Onitsha, nello stato di Anambra (Nigeria). Suo padre era un insegnante nella scuola missionaria cattolica e un cristiano devoto. Christopher si sentiva tuttavia più attratto dalla religione tradizionale Igbo, e in seguito giunse a ritenere di essere la reincarnazione del suo nonno materno, un sacerdote della dea fluviale Idoto.
Ogikbo studiò prima al college di Imuahia e poi all'università di Ibadan, percorrendo lo stesso curriculum di studi del suo connazionale Chinua Achebe (di due anni più vecchio), di cui divenne amico. A Ibadan intraprese dapprima lo studio della medicina, per poi passare alla letteratura classica. Nel frattempo divenne anche un buon pianista; tra l'altro, accompagnò al piano la prima esibizione canora del futuro Nobel per la letteratura Wole Soyinka (un altro studente di Ibadan).
Laureatosi nel 1956, Ogikbo fece diversi lavori, iniziando intanto a comporre poesie. Lavorò, tra l'altro, per la Nigerian Tobacco Company, e come insegnante di
latino alla scuola di Fiditi, per poi diventare bibliotecario presso l'Università della Nigeria, a Nsukka. A Nsukka iniziò anche la propria carriera letteraria; fu fra i fondatori della African Authors Association e pubblicò i primi lavori su diverse riviste letterarie, soprattutto Black Orpheus (un periodico di letteratura africana e afroamericana). Pur esprimendo con forza il proprio appoggio alla causa nazionalista e indipendentista, le prime opere di Ogikbo sono anche apertamente critiche nei confronti del movimento della Negritude. Ogikbo era anche scettico nei confronti della linea editoriale del suo principale editore, la rivista Black Orpheus, in quanto non riteneva verosimile ipotizzare una qualsiasi continuità fra l'esperienza letteraria afroamericana e quella africana. Per tenere fede al proprio rifiuto del "misticismo nero" di certi circoli letterari, nel 1965 rifiutò il primo premio per la poesia africana conferitogli dal Festival of Negro Arts di Dakar, dichiarando assurdo il concetto stesso di "poeta nero" o "poeta negro".
Nel 1963 aveva lasciato Nsukka per svolgere l'incarico di rappresentante della Cambridge University Press a Ibadan, posizione che gli consentì di recarsi frequentemente nel Regno Unito. A Ibadan divenne membro attivo della società letteraria di Mbari. In questo periodo scrisse le sue opere più mature, tra cui Limits (1964), Silences (1962-1965), Lament of the Masks (poesia di elogio in stile Yoruba, in occasione del centenario della nascita di W. B. Yeats, 1964), Dance of the Painted Maidens (in occasione della nascita di sua figlia, 1965) e infine l'opera forse più potente, Path of Thunder (1965-1967).
Nel 1966, in seguito all'escalation della crisi che avrebbe portato alla guerra civile, Ogikbo si trasferì nella Nigeria orientale. Quando il Biafra dichiarò la propria indipendenza (30 maggio 1967), Ogikbo e Achebe si trovavano a Enugu (nel Biafra), dove fondarono una casa editrice dal nome Citadel Press.
Durante la guerra di secessione, Okigbo entrò nell'esercito come volontario. Fu ucciso durante un attacco delle forze governative nigeriane ai danni di Nsukka.
La sua abitazione, in cui si trovavano molti scritti inediti (incluso forse l'abbozzo di un romanzo) fu distrutta dai bombardamenti. Alcune opere sono state raccolte dalla figlia Obiageli, fondatrice della Christopher Okigbo Foundation.

## Opere
- Christopher Okigbo, Labyrinths with Path of Thunder (opere complete), Africana Publishing Corporation, New York 1971 (ISBN 0-8419-0016-7).